# Брайтахкламм

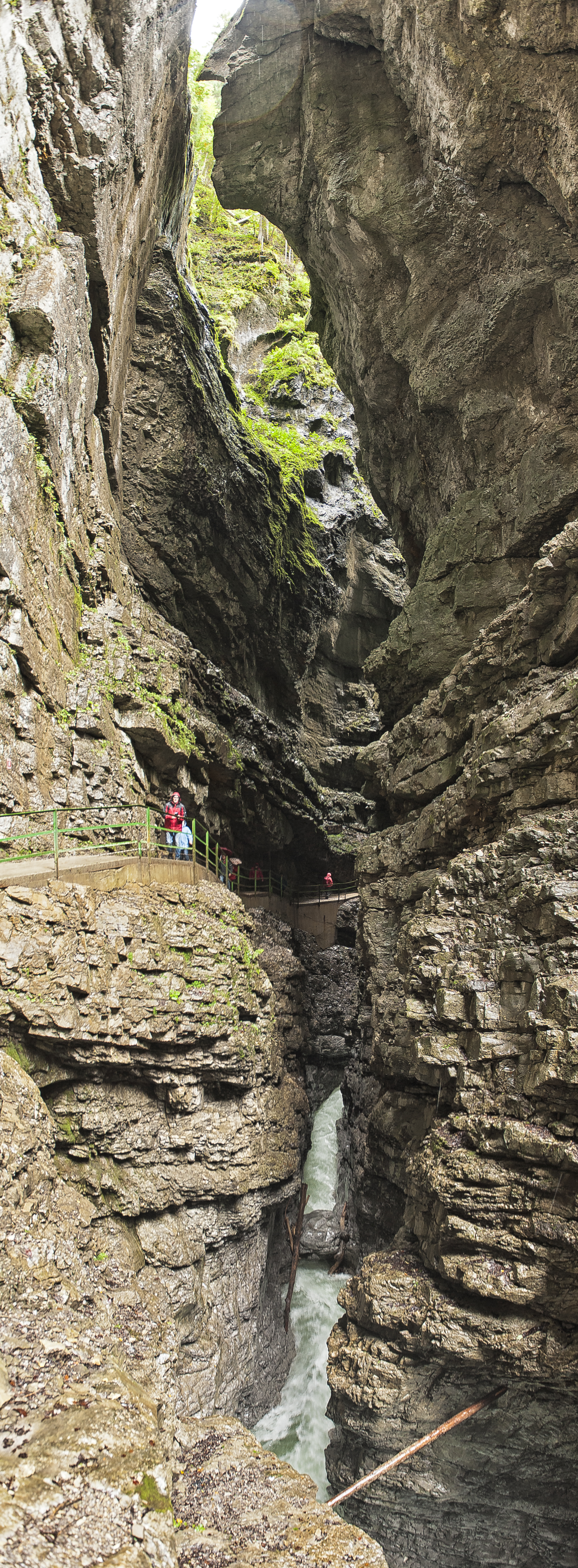

Брайтахкламм (нем. Breitachklamm) — ущелье в Германии (Бавария), располагается недалеко от австрийско-германской границы. Через ущелье протекает двадцатикилометровая горная река Брайтах (Breitach).
Ущелье — одно из природных достопримечательностей центральной Европы. Вход в ущелье платный, открыто ущелье практически круглый год.